# 天體的極
天體的極是基於測量它們的自轉軸相對於天球的方向確定的。

## 地理極點
國際天文學聯合會(IAU)定義太陽系中的行星和它們的任何一顆衛星的地理北極是相對於地球北極，在不變平面的同一個半球內的行星極。這一定義意味著天體的旋轉方向可能是負的(逆行) — 換言之，從它的北極查看它的自轉方向是順時針，而不是如同地球自轉的北極延伸出去的正常逆時針方向。金星的選轉方向和其它的行星相反，天王星受到側擊使他的選轉方向幾乎垂直於太陽系其它的行星。500萬年來，黃道相對於不變平面的變化在3°以內，但相對於地球的天球赤道座標極點傾斜大約是23.44°。這巨大的傾斜意味著即使行星的北極在不變平面以北，天體赤道(例如天王星)相對於地球的赤緯依然可以是負數。
在2009年，國際天文學聯合會的工作小組依據右手定則定義矮行星、小行星及其衛星的極。為了避免混淆北和南相對於不變平面的定義，它們的極稱為正極和負極。正極是以右手的手指在旋轉的方向上時，大拇指所指方向的極；負極則是左手指向旋轉方向時，大拇指所指方向的極。這種改變是需要的，因為一些小行星和彗星的北極和南極變化得相當快速，使用不變平面來定義，在短短的十幾年內就會交換。
地球的地理北極投射在天球上定義了北天極。太陽系內一些天體的極點顯示在下面的表格內。它們的座標是依據J2000(2000年1月1日12:00:00TT)分點的地球天球赤道和春分點給出的，這是固定在慣性空間平面下的，稱為國際天球參考框架(ICRF)。許多極點會相對於ICRF前移或後退，所以他們的座標會改變。
| 天體   | 北極   | 北極   | 南極   | 南極   |
| 天體   | RA     | Dec    | RA     | Dec    |
| ------ | ------ | ------ | ------ | ------ |
| 太陽   | 286.13 | +63.87 | 106.13 | −63.87 |
| 水星   | 281.01 | +61.41 | 101.01 | −61.41 |
| 金星   | 272.76 | +67.16 | 92.76  | −67.16 |
| 地球   | —      | +90.00 | —      | −90.00 |
| 月球   |        |        |        |        |
| 火星   | 317.68 | +52.89 | 137.68 | −52.89 |
| 木星   | 268.06 | +64.50 | 88.05  | −64.50 |
| 土星   | 40.60  | +83.54 | 220.60 | −83.54 |
| 天王星 | 257.31 | −15.18 | 77.31  | +15.18 |
| 海王星 | 299.36 | +43.46 | 119.36 | −43.46 |
|        | 正極   | 正極   | 負極   | 負極   |
| 冥王星 | 132.99 | −6.16  | 312.99 | +6.16  |

一些太陽系的天體，包括土星的衛星亥伯龍和杜塔提斯，缺乏穩定的地理北極。它們因為形狀不規則和受到鄰近的行星和衛星重力場的影響，因此旋轉呈現混亂。結果是瞬時的極在表面徘迴，隨時可能消失(當該天體相對於遙遠的恆星陷於停頓的狀態)。

## 磁極
行星磁極的定義類似地球的北和地磁南極：它們是這個星球的磁場作用線垂直於星球表面上的位置。完全像地球一樣，以磁場的方向決定是磁極北極或磁極南極。地球的磁軸大約對齊其旋轉的軸，意味著磁極相對在地理兩極的附近。然而，其它的行星不一定是如此。例如，天王星的磁軸就與旋轉軸傾斜達60°之多。

## 近、遠、前導和後隨極
特別是在同步衛星的狀況(很頻繁)，可以定義四個或更多的極。它們分別是是近、遠、前導和後隨極。例如，木星的衛星之一，埃歐是同步轉動的衛星，所以相對於木星的方向保持不變。它的表面上有一個不動的點，木星永遠在天頂，正確地說就是在頭頂 －這是近極，也稱為次極或頂木星點。它的對蹠點是遠極，木星在它的天底，也稱為反木星點。它也會有一個固定不動的點離開埃歐軌道最遠(最好在定義時先排除在前導側的南北軸和近遠軸)，這是前導極；它的對蹠點就是後隨極。因此埃歐可以劃分為南北半球、近和遠半球，還有前導和後隨半球。這些極是平均極，因為嚴格的說這些點並不是完全不動：因為埃歐的軌道有些微的離心率，還有其它衛星規律的引力擾動，使它有持續的天秤動。
這些極也適用相對於對主恆星同步轉動的行星，像是許多熱木星和曾被認為有相同狀況的水星。其它同步轉動的天体，例如冥王星和一些小行星與它們的大衛星，也可以被描述有近和遠的極 －然而前導和後隨極在這些例子中可能不是那麼的重要。